# Schlacht von Simancas

Iberische Halbinsel um 1000

Die Schlacht von Simancas (auch: Schlacht bei Simancas) fand im Jahre 939 zwischen den Truppen des christlichen Königs Ramiro II. von León und des muslimischen Kalifen Abd ar-Rahman III. von Córdoba in der Nähe der Stadt Simancas bei Valladolid statt. Der Ausgang der Schlacht entschied darüber, wer zukünftig die Herrschaft über die Länder nördlich und südlich des Duero erhielt.

## Geschichte

### Hintergrund
Im Jahre 934 fiel Abd ar-Rahman in die christlichen Gebiete im nördlichen Teil der Iberischen Halbinsel ein und versammelte mit Hilfe des maurischen Gouverneurs von Saragossa, Abu Yahya, eine große Armee maurischer Krieger.

### Schlacht
Der christliche König Ramiro II. führte den Gegenangriff mit einer Armee, bestehend aus eigenen Truppen, denen des kastilischen Grafen Fernán González und navarresischen Einheiten unter García Sánchez I.
Christliche und maurische Chroniken berichten von einer Sonnenfinsternis am Tage der Schlacht. In der Tat gab es am 19. Juli 939 eine totale Sonnenfinsternis in Spanien. Die Kämpfe dauerten mehrere Tage und endeten mit einem Sieg des christlichen Heeres.

### Ergebnis
Die Christen eroberten erstmals seit Jahrhunderten wieder weite Landstriche südlich des Duero, darunter auch die Städte Salamanca und Alba de Tormes, doch blieben ihre Territorialgewinne noch lange Zeit angefochten; dies änderte sich erst mit dem Vordringen der Truppen Alfons’ VI. von León in den 1070er und 1080er Jahren.

### Legende
Einer Legende zufolge soll der hl. Millán de Cogolla während der Schlacht auf einem weißen Pferd erschienen sein und persönlich in das Geschehen eingegriffen haben.